# B.J. Thomas
Billy Joe (B.J.) Thomas (Hugo (Oklahoma), 7 augustus 1942 – Arlington (Texas), 29 mei 2021) was een Amerikaans pop- en countryzanger.

## Biografie
Thomas groeide op in Texas en zong in zijn jonge jaren in een kerkkoor en een schoolkoor, totdat hij op zijn vijftiende medeoprichter werd van de band The Triumphs. De band, die hoofdzakelijk rockmuziek speelde, trad veelvuldig op in clubs en was te horen op lokale radiozenders. The Triumphs werden een succes en dat leverde de band een bescheiden platencontract op. Met het zelfgeschreven lied Billy and Sue haalde Thomas en zijn band hun eerste regionale hit. Toen ze in 1965 Hank Williams' I'm So Lonesome I Could Cry (1949) opnamen, scoorden B. J. Thomas & The Triumphs een nationale hit in de Verenigde Staten. Drie kleinere hits volgden voordat Thomas zich op een solocarrière stortte.
Nadat Thomas een solocontract had ondertekend bij Paramount Records, volgde in 1968 Hooked on a Feeling, waarvan meer dan een miljoen singles werden verkocht, dadelijk zijn eerste top 10-hit als soloartiest. Niet veel later kwam de definitieve doorbraak van Thomas. Raindrops Keep Fallin' on My Head (van Burt Bacharach en Hal David) werd de eerste nummer 1-hit in de befaamde Billboard Hot 100 van de jaren zeventig toen de hit in de eerste vier weken van het nieuwe decennium zijn hoogtepunt kende. Als soundtrack van Butch Cassidy and the Sundance Kid behaalde de hit tevens internationale successen en werd bij de Oscaruitreiking van 1970 verkozen tot beste filmsoundtrack.
In de periode 1970-1972 behaalde Thomas diverse hits, waaronder zes top 40-singles. Een eenmalig optreden op het witte doek in de film Jory werd een mislukking en ook muzikaal lukte het Thomas niet een nieuwe tophit te noteren. Met een platencontract bij ABC Records in 1975 keerde het succes terug. Datzelfde jaar bereikte hij wederom de allerhoogste notering in de Billboard Hot 100 met de countrykraker (Hey Won't You Play) Another Somebody Done Somebody Wrong Song. Als beste countrynummer leverde het lied hem een Grammy Award op. In de jaren daarop ging de zanger zich steeds meer richten op het gospelgenre en van 1978 tot 1982 won Thomas vijfmaal een gospel-Grammy.
In 1983 bereikte Thomas tweemaal de nummer 1-notering in de countryhitlijsten met Whatever Happened to Old-Fashioned Love en New Looks from an Old Lover. Thomas zong voor de titelsong van de televisieserie Growing Pains een duet met Jennifer Warnes. Nadien ging het bergafwaarts met zijn carrière en kampte hij langdurig met een drugs- en alcoholverslaving, die hij uiteindelijk de baas wist.
Vanaf de jaren negentig was de zanger weer geregeld op tournee en bracht hij nieuwe nummers uit, hoewel zijn grootste successen achter hem lagen en hij bij het grote publiek niet meer de bekendheid van weleer genoot. Met meer dan 70 miljoen verkochte platen, tweemaal platina, elf keer goud en veertien nummers in de top 40-pop- en elf in de top 40-countryhitlijsten en "oldie-klassieker" Raindrops Keep Fallin' on My Head was Thomas een van de toonaangevende artiesten aan het eind van de jaren zestig en zeventig.
B.J. Thomas woonde met zijn echtgenote in Arlington (Texas) en had drie kinderen. Hij overleed thuis op 78-jarige leeftijd aan de gevolgen van longkanker.

## Discografie
- I'm So Lonesome I Could Cry (1965, B. J. Thomas & The Triumphs)
- Mama (1966)
- Billy and Sue (1966, B. J. Thomas & The Triumphs)
- Bring Back the Time (1966)
- Tomorrow Never Comes (1966)
- I Can't Help It (If I'm Still in Love with You) (1967)
- The Eyes of a New York Woman (1968)
- Hooked on a Feeling (1968)
- It's Only Love (1969)
- Pass the Apple Eve (1969)
- Raindrops Keep Fallin' on My Head (1969)
- Everybody's Out of Town (1970)
- I Just Can't Help Believing (1970)
- Most of All (1970)
- No Love at All (1971)
- Mighty Clouds of Joy (1971)
- Long Ago Tomorrow (1971)
- Rock and Roll Lullaby (1972, met The Blossoms & Duane Eddy)
- That's What Friends Are For (1972)
- Happier Than the Morning Sun (1972)
- (Hey Won't You Play) Another Somebody Done Somebody Wrong Song (1975)
- Help Me Make It (To My Rockin' Chair) (1975)
- Don't Worry Baby (1977)
- Everybody Loves a Rain Song (1977)
- Whatever Happened to Old-Fashioned Love (1983)
- New Looks from an Old Lover (1983)
- Two Car Garage (1984)

### NPO Radio 2 Top 2000
| Nummer met noteringen in de NPO Radio 2 Top 2000 | '99  | '00  | '01  | '02 | '03  | '04  |
| ------------------------------------------------ | ---- | ---- | ---- | --- | ---- | ---- |
| Raindrops Keep Fallin' on My Head                | 1268 | 1462 | 1980 | -   | 1880 | 1964 |

1. ↑  Een '-' betekent dat het nummer niet was genoteerd en een vetgedrukt getal geeft de hoogste notering aan.
2. ↑  Deze tabel is bijgewerkt tot en met de laatste editie (2024).

## Trivia
- B.J. Thomas was de enige artiest die erin was geslaagd de titel 'Song of the Year' te winnen in de categorieën Pop, Country en Gospel.
- Hij verkocht meer dan 70 miljoen platen en won vijf Grammy Awards gedurende zijn zangcarrière.